# آرمسترانگ ویتورث آپولو
آرمسترانگ ویتورث آپولو (به انگلیسی: Armstrong Whitworth Apollo) یک هواگرد ساختِ کارخانهٔ آرمسترانگ ویتورث در کشور بریتانیا است. این هواگرد برای نخستین بار در ۱۹۹۰ میلادی مورد استفاده قرار گرفت.